# 拉格比
拉格比，位於英格蘭中西部沃里克郡的一個城鎮，位於考文垂東面約21公里，濱臨雅芳河畔。2001年人口普查為61,988人，為該郡第二大城鎮。
拉格比公學為拉格比鎮上的一間男女兼收寄宿學校，也是英格蘭最古老的公學之一，以其為橄欖球運動發源地而聞名於世。

## 姐妹城市
- 法國 埃夫勒
- 德国 美因河畔吕瑟尔斯海姆